# Eparchie chersonésoská
Eparchie Chersonésos (rusky Корсунская епархия, francouzsky Diocèse de Chersonèse) je eparchie ruské pravoslavné církve patriarchátu moskevského a celé Rusi se sídlem v Paříži. Eparchie odvozuje svůj název podle antického města Chersonu ležícího na Krymu a zahrnuje území Francie, Švýcarska, Monaka, Lichtenštejnska. Její katedrála Nejsvětější Trojice se nachází v 7. obvodu.

## Historie
Eparchie vychází z ruského pravoslavného exarchátu pro západní Evropu, který byl vytvořen v 19. století pro pravoslavné Rusy žijící v západní Evropě, a jehož sídelním kostelem byla katedrála Alexandra Něvského v Paříži. Po Říjnové revoluci biskup Eulogius Georgijevskij v odezvě na pronásledování církve sověty opustil v roce 1931 jurisdikci moskevského patriarchátu a podřídil svou eparchii konstantinopolskému patriarchátu.
Chersonská eparchie vznikla koncem 80. let 20. století a jejím hlavním kostelem se stala katedrála tří svatých Doktorů a svatého Tichona Zadonského. Po zániku Sovětského svazu získala ruská pravoslavná církev opět státem garantovanou pozici a eparchie byla přičleněna k moskevskému patriarchátu.
V roce 2006 bylo z eparchie vyřazeno území Itálie.
V roce 2016 byla dokončena katedrála Nejsvětější Trojice, která je součástí kulturního centra financovaného ruským státem.
Dne 28. prosince 2018 Svatý synod Ruské pravoslavné církve vytvořil Španělsko-portugalskou diecézi, která sestává ze Španělska, Portugalska a Andorry a oddělil tuto oblast od chersonské eparchie. Současně se diecéze stala součástí nově vzniklého Patriarchálního exarchátu v Západní Evropě.